# Kaminari-mon
Das Kaminari-mon (anhörenⓘ; japanisch 雷門, „Donnertor“, amtlich 風雷神門 Fūraijin-mon, „Wind-Donnergott-Tor“) ist ein Eingangstor zum Sensō-Tempel im Tokioter Stadtteil Asakusa in Taitō, Tokio. Das Tor, mit einem großen Lampion (大提灯 ōchōchin) und Figuren, ist bei Touristen sehr beliebt. Es ist 11,7 m hoch, 11,4 m breit und die Fläche beträgt 69,3 m².

## Geschichte
Das Kaminari-mon wurde im Jahr 942 von Taira no Kinmasa errichtet. Es stand ursprünglich an der heutigen Komagata-Brücke weiter südlich, wurde aber im Jahr 1635 an seinen heutigen Platz umgestellt. Eine Theorie besagt, dass die Statuen der beiden Shinto-Götter (kami) Fūjin („Gottheit des Windes“) und Raijin („Gottheit des Donners“) am Tor in dieser Zeit zum ersten Mal aufgestellt wurden. Das Tor ist immer wieder zerstört worden. Vier Jahre nach dem Umzug brannte das Kaminari-mon nieder. 1649 wurde es von Tokugawa Iemitsu zusammen mit einigen anderen der wichtigsten Gebäude in der Tempelanlage wieder aufgebaut. Das Tor brannte in den Jahren 1757 und 1865 nochmals nieder. Die derzeitige Gestalt des Kaminari-mon ist von 1960.
Das Kaminari-mon liegt südlich des Sensō-jis (Sensō-Tempel) verbunden durch die dazwischenliegende Fußgängerstraße Nakamise-dori (仲見世通り) in nord-südlicher Richtung.
- Sonniger Tag am Kaminari-mon (Video), 2020

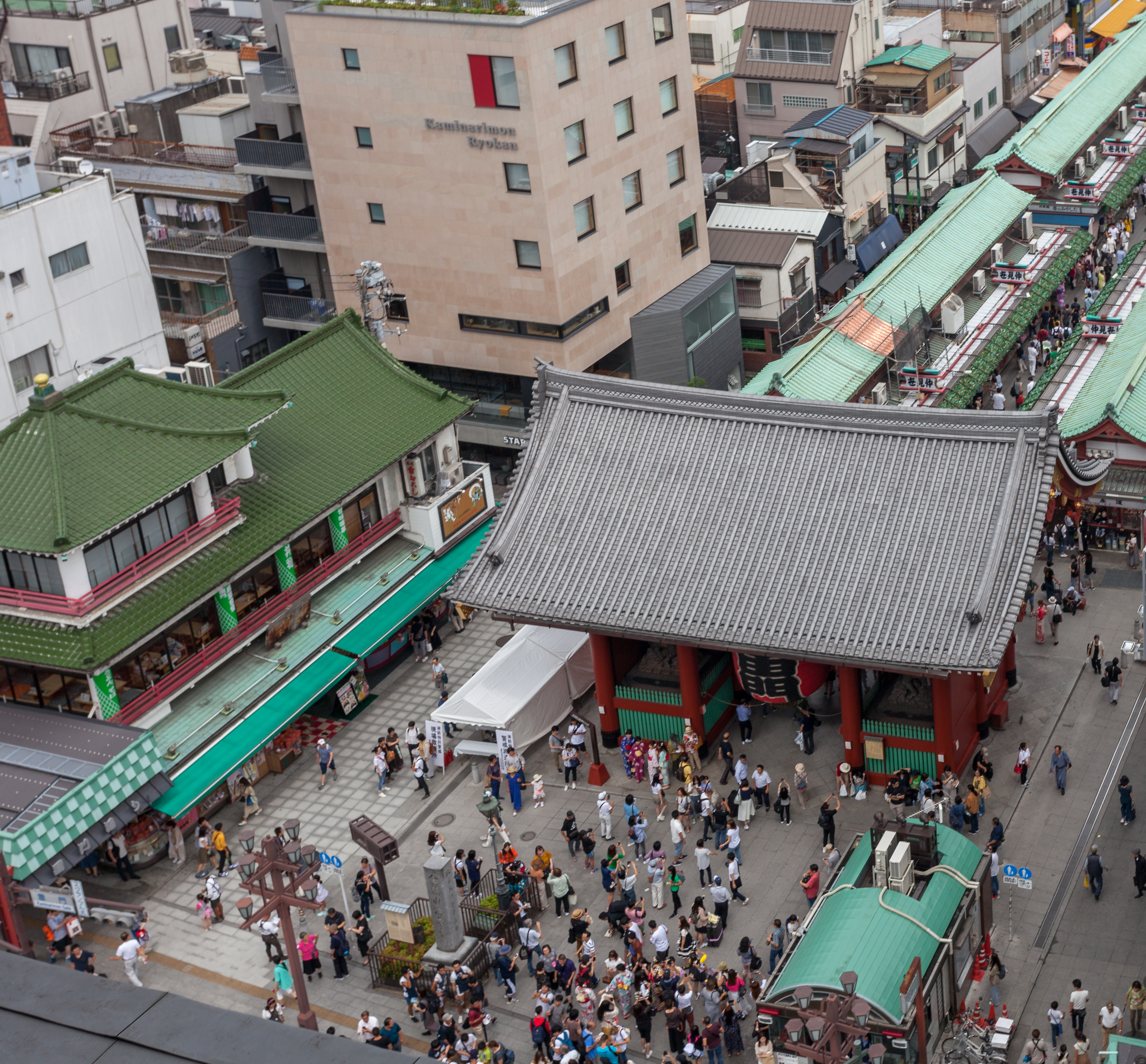
Blick auf das Kaminari-mon
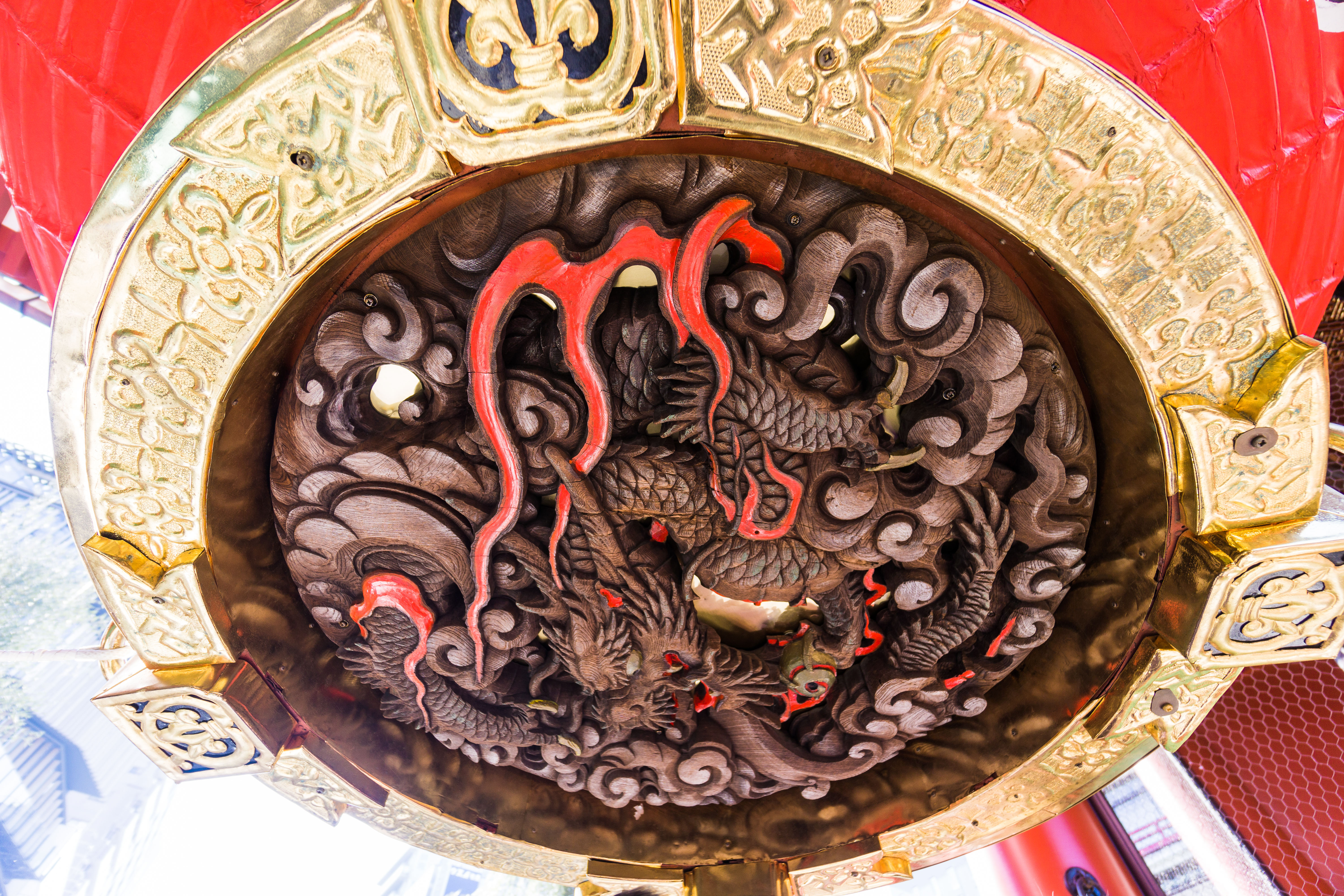
Unterseite der Lampion des Kaminari-mon (雷門の大提灯)
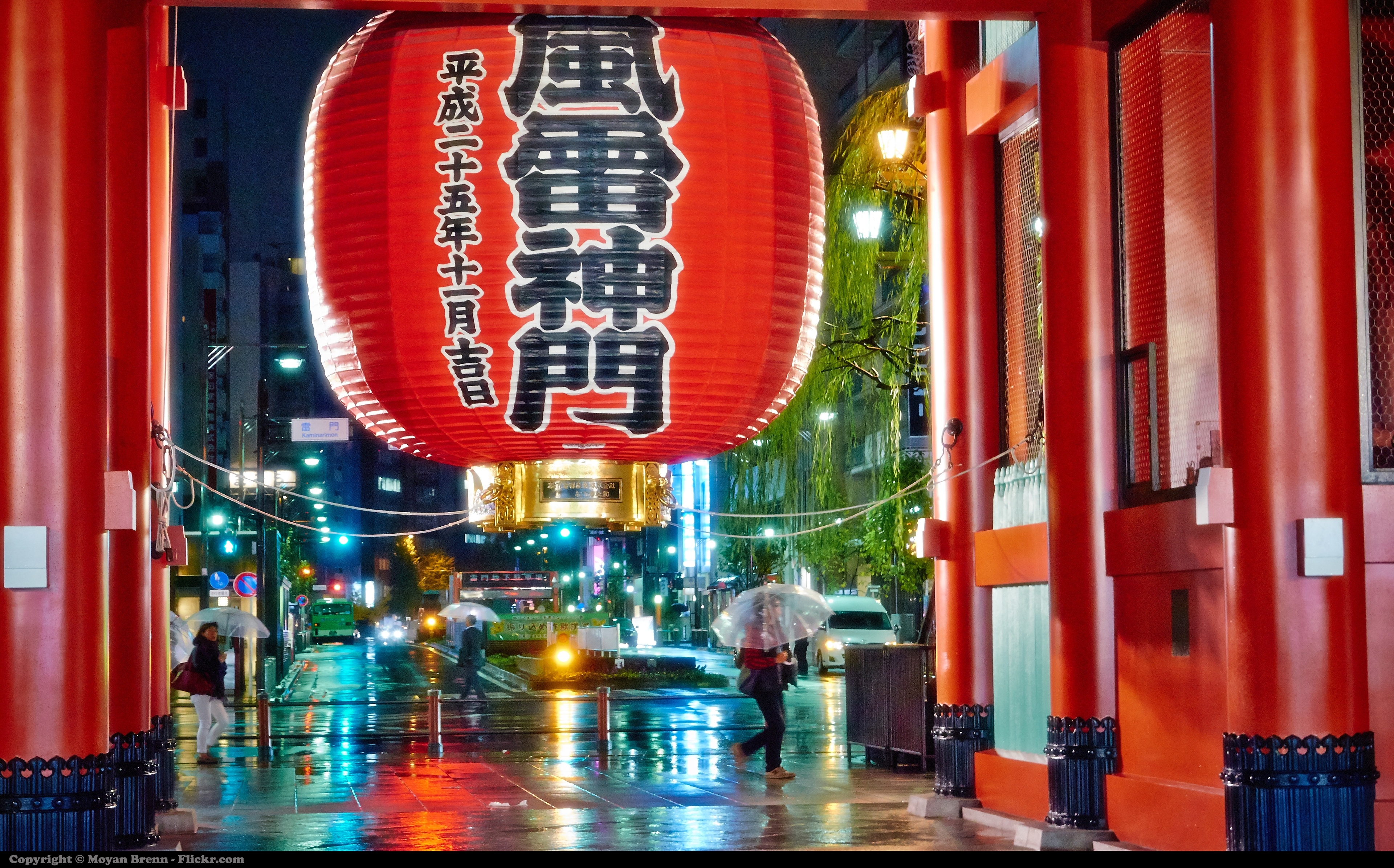
Lampion des Kaminari-mon[Fn. 3] bei Nacht in südlicher Blickrichtung